# Stadhuis van Tallinn
Het stadhuis van Tallinn (Estisch: Tallinna raekoda; Duits: Tallinner Rathaus) is een van de belangrijkste cultuurmonumenten van de Estische hoofdstad Tallinn. Het staat in All-linn, het laaggelegen deel van het oude centrum Vanalinn, dat op de Werelderfgoedlijst staat.
De gemeentelijke diensten bevinden zich inmiddels elders. Het oude stadhuis wordt gebruikt voor ceremoniële aangelegenheden en recepties van het gemeentebestuur. Daarnaast worden er concerten gegeven. Op momenten dat het niet voor een ceremonie of concert wordt gebruikt, is het te bezichtigen als museum over de historie van de stad.

## Beschrijving
Het bouwwerk is opgetrokken in de stijl van de late gotiek. Het telt twee verdiepingen en een zolder. De voorgevel, die naar het marktplein toegekeerd is, laat een rij kantelen zien waar het dak begint. Uit de kantelen steken twee waterspuwers in de vorm van een drakenkop. Ze zijn in 1627 vervaardigd door de kopersmid Daniel Pöppel.
Aan de oostzijde bevindt zich een slanke, achthoekige toren. De spits werd in 1627 vervangen door een nieuwe spits in de stijl van de late renaissance. Eeuwen later, op 9 maart 1944, verloor het stadhuis bij een Sovjetbombardement op Tallinn tijdens de Tweede Wereldoorlog zijn spits. In 1952 is de spits weer gereconstrueerd. Sinds 1530 staat op de torenspits de windwijzer ‘Oude Thomas’ (Estisch: Vana Toomas, Duits: Der Alte Thomas). De figuur, die vroeger verguld was, stelt een infanterist voor met een vaandel in de hand. Het huidige beeldje is een kopie; het origineel bevindt zich in de kelders van het stadhuis. In de 64 m hoge toren hangt een van de oudste klokken van het Balticum, uit 1586. Vroeger werd deze geluid bij brandalarm.
Op de begane grond bevindt zich aan de zijde van het marktplein een galerij achter acht traveeën. Vroeger stonden hier winkels en kraampjes. Achter de galerij lagen de kelders en opslagruimtes van het gebouw en werd ook de wijnvoorraad van het gemeentebestuur bewaard.

### Interieur
Op de eerste verdieping bevonden zich de vertrekken die voor ceremoniële doeleinden en voor vergaderingen werden gebruikt. Door een ingang aan de rechterkant van het gebouw kan men over een stenen trap naar de burgerzaal. De gewelven rusten op slanke achtkantige zuilen, die in bonte kleuren beschilderd zijn in een visgraatmotief. De historische wandtapijten, die in 1548 uit Vlaanderen waren geïmporteerd, hangen momenteel in het stedelijk museum (dat gevestigd is aan de Vene tänav 17, in een pand dichtbij). Twee ervan laten scènes uit het leven van koning Salomo zien.
Naast de burgerzaal ligt de raadszaal, waar vroeger de gemeenteraad van Tallinn vergaderde. In Tallinn gold tot het einde van de Hanzetijd het ‘lübische Recht’, een rechtssysteem dat ontworpen was in de stad Lübeck en in meer dan honderd steden in het Oostzeegebied geldig was. Tallinn trad al in 1284 toe tot het Hanzeverbond.
De stoelen van de raadsleden zijn rijk versierd met houtsnijwerk. Bij de renovatie in de 17e eeuw werden acht schilderijen aangebracht met meerdere voorstellingen per schilderij. Alle voorstellingen zijn ontleend aan de Bijbel en voorzien van een kort bijschrift. De schilder is Johann Aken uit Lübeck. Daarnaast bezit de raadszaal een fries met jachttaferelen uit 1665/67 van de hand van de beeldsnijder Elert Thiele en bloemmotieven en andere ornamenten uit 1696 van diens jongere collega Joachim Armbrust, beiden uit Tallinn.
De museumruimten van het gebouw bevinden zich in de kelder en op de begane grond.

## Geschiedenis
Er is niets bekend over de voorganger van het stadhuis, maar er moet een voorganger zijn geweest, want een kroniek uit 1322 maakt melding van het bestaan van een stadhuis. In de 13e eeuw bestond er al een gemeenteraad.  Het huidige gebouw is gebouwd tussen 1402 en 1404. Het is het enige stadhuis in gotische stijl in Noord-Europa dat bewaard gebleven is.
Het gebouw bleef als stadhuis in gebruik tot 1970. Toen verhuisden de gemeentelijke diensten naar een kantoorgebouw in de wijk Tõnismäe. Inmiddels liggen er uitgewerkte plannen voor een nieuw te bouwen stadhuis; er zijn echter strubbelingen over de kosten.

## Raadhuisplein
Het Raadhuisplein (Estisch: Raekoja plats) is het centrum van het laaggelegen deel van Vanalinn, de oude binnenstad van Tallinn. Al in de middeleeuwen was het plein de plaats waar markten werden gehouden en feesten werden georganiseerd, zoals de gildefeesten. Ook vonden er toernooien en processies plaats. Vandaag de dag is het Raadhuisplein het middelpunt van het uitgaansleven. In veel historische gebouwen aan het plein zijn nu restaurantjes gevestigd. Op één punt op het plein kan men alle vijf de belangrijkste kerken van Tallinn zien.
Direct tegenover het stadhuis ligt de Raadsapotheek, een apotheek uit de 15e eeuw, die nog steeds als zodanig in gebruik is.

## Foto’s

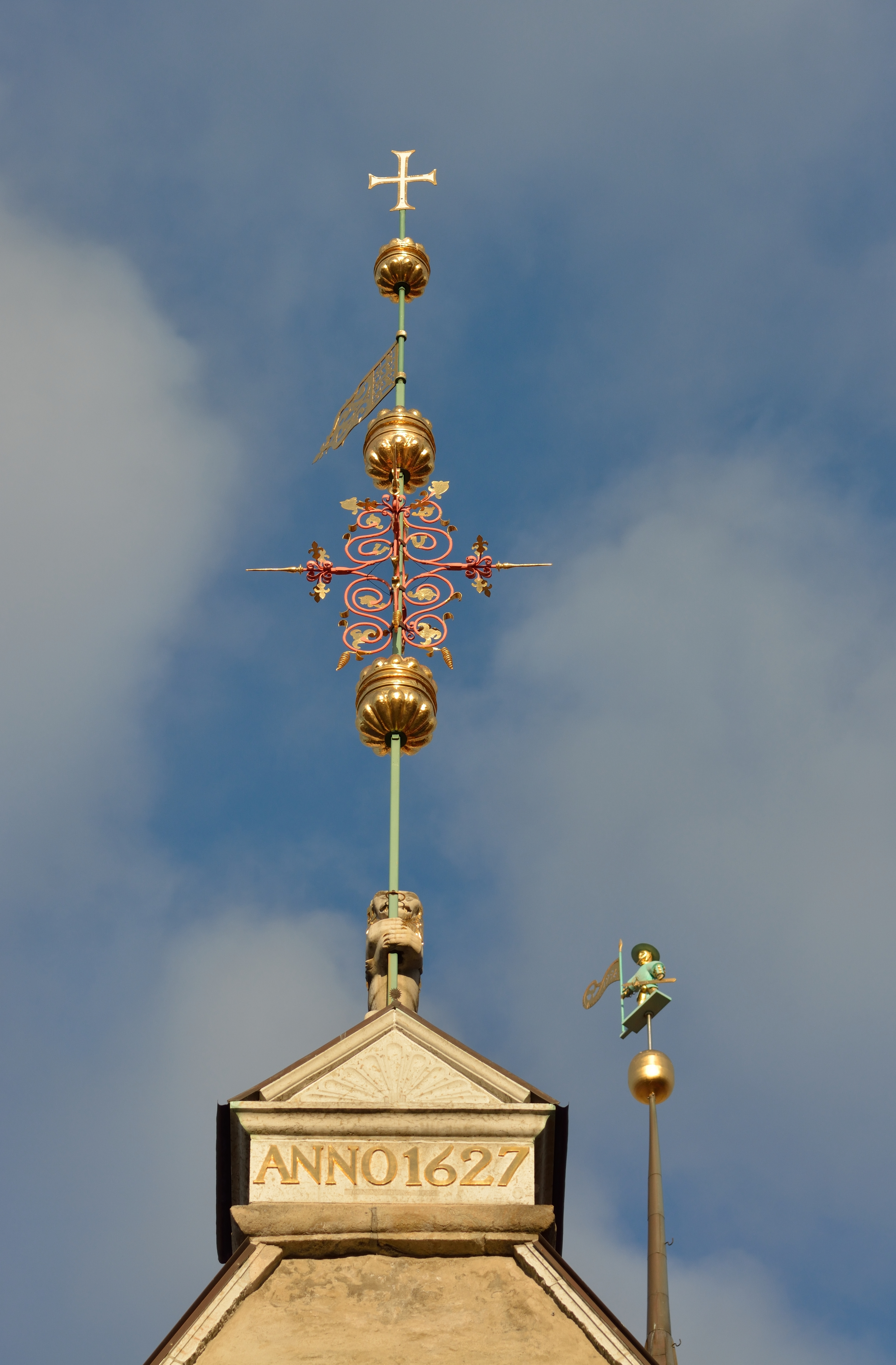
Kruis op de voorgrond en de Oude Thomas op de achtergrond
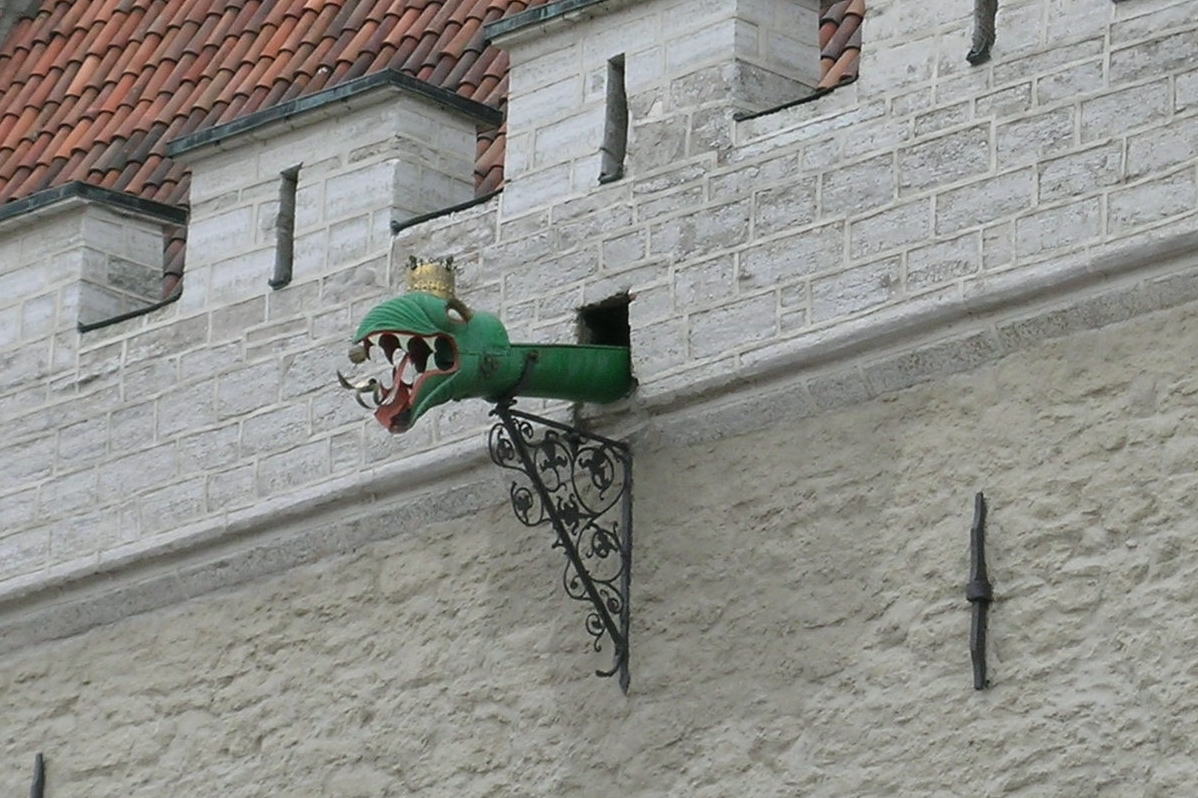
Waterspuwer aan de gevel van het stadhuis
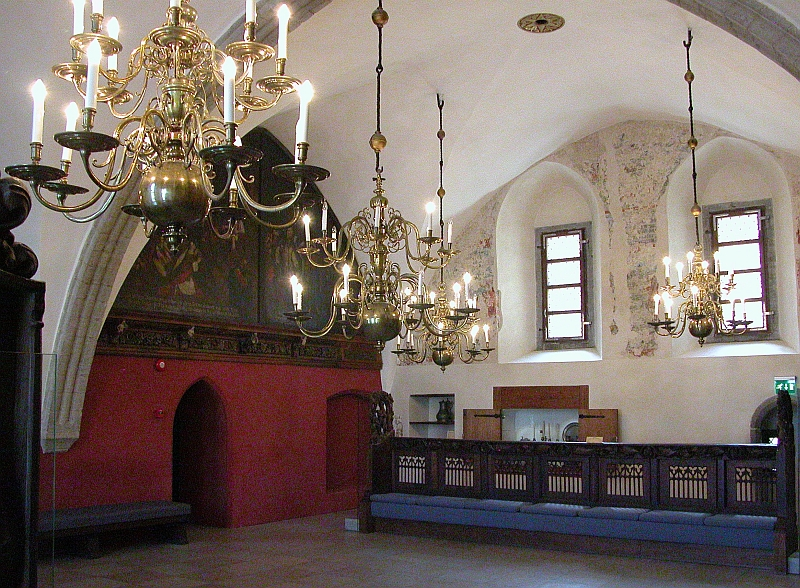
Interieur van de raadszaal
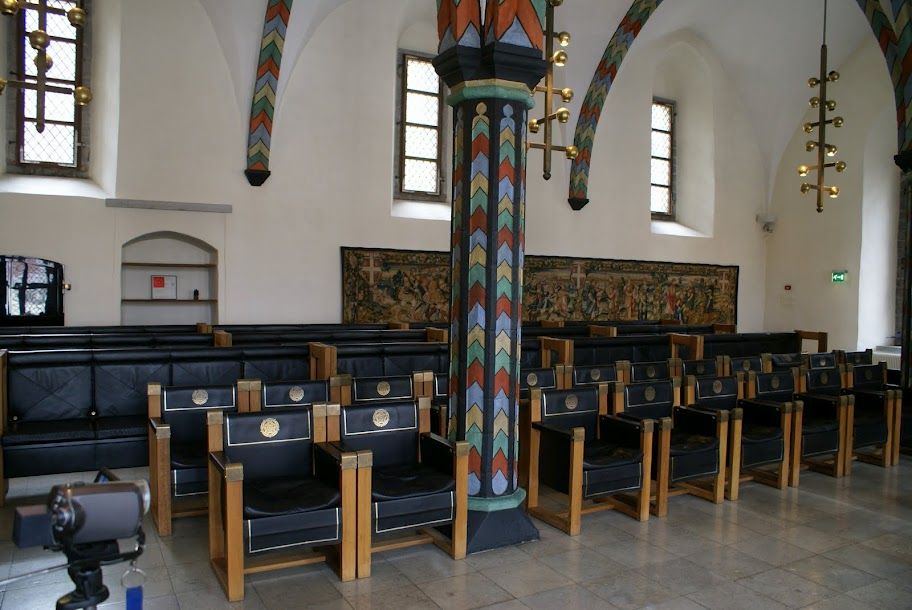
De burgerzaal
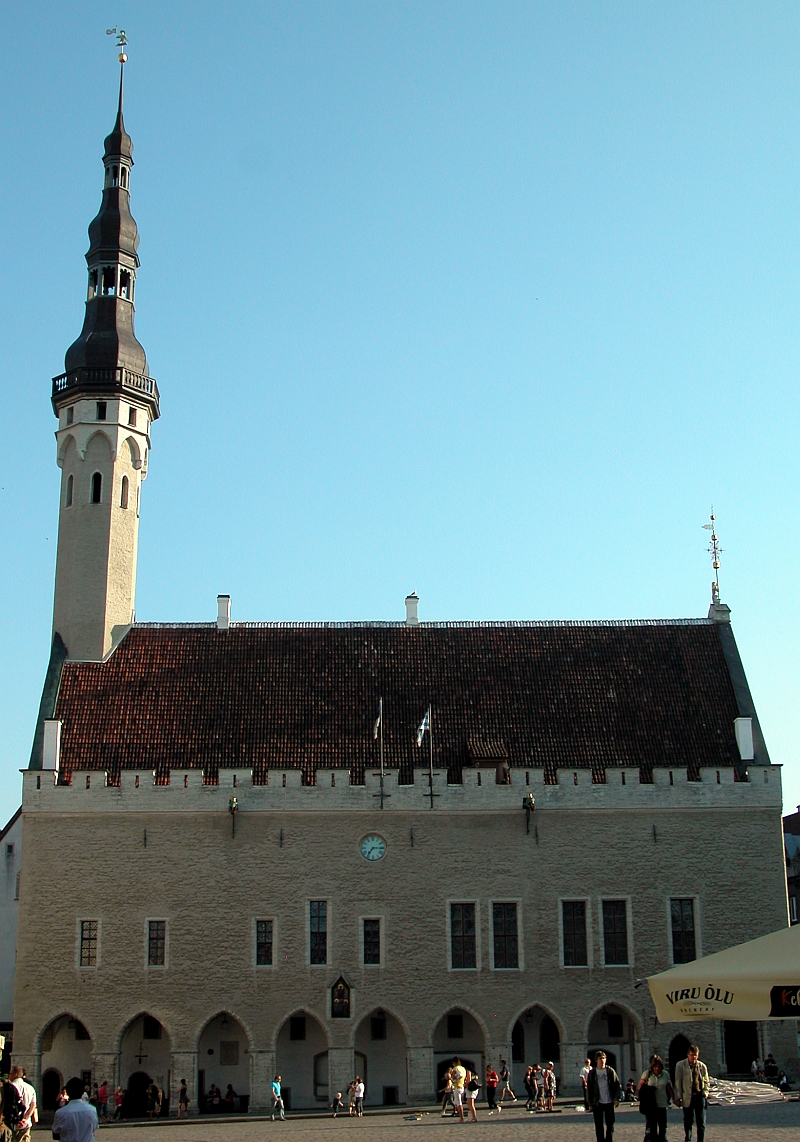
Het stadhuis, gezien vanaf de markt
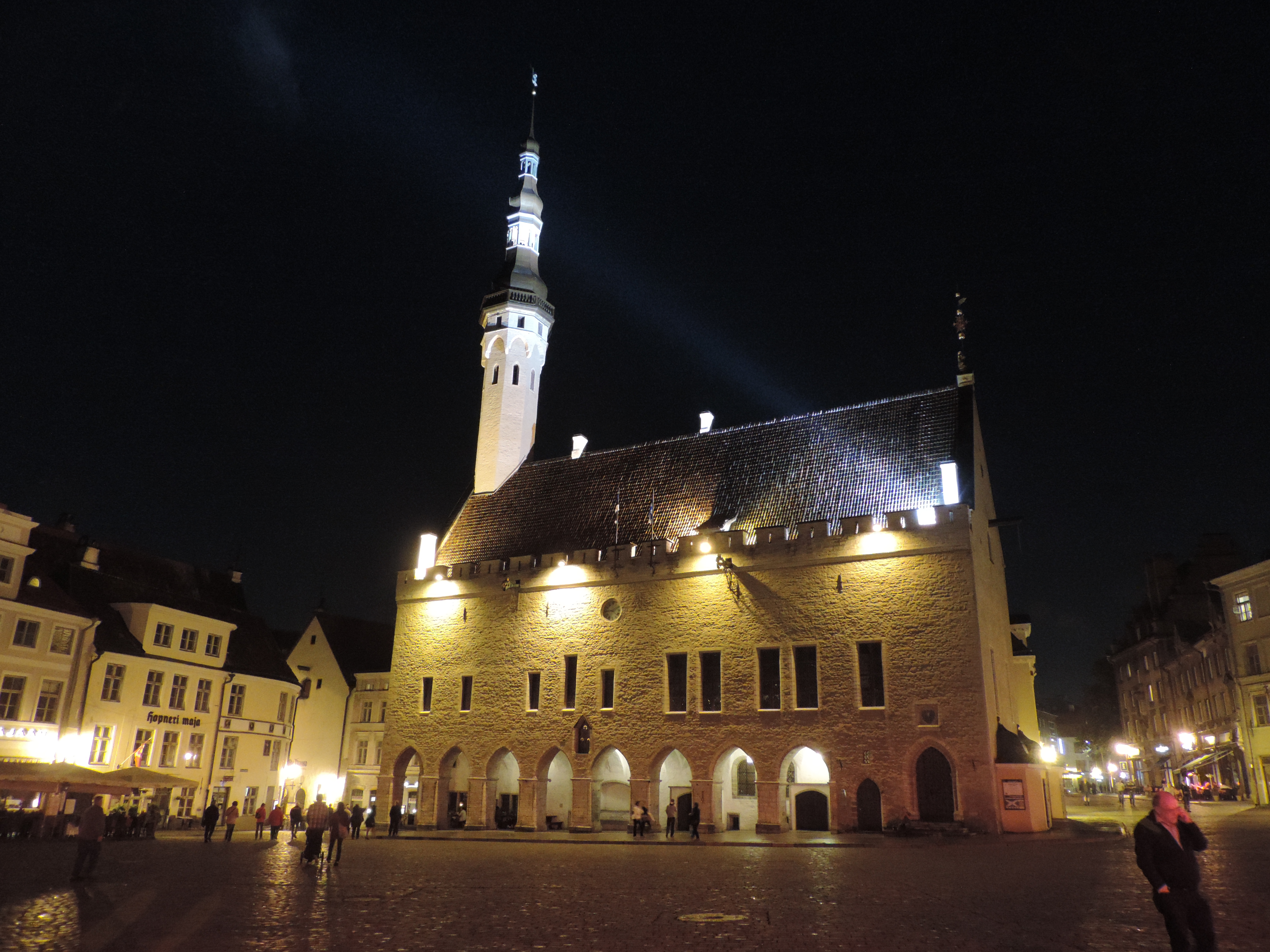
Het stadhuis 's nachts